# Sint-Andrieskerk (Saint-André)

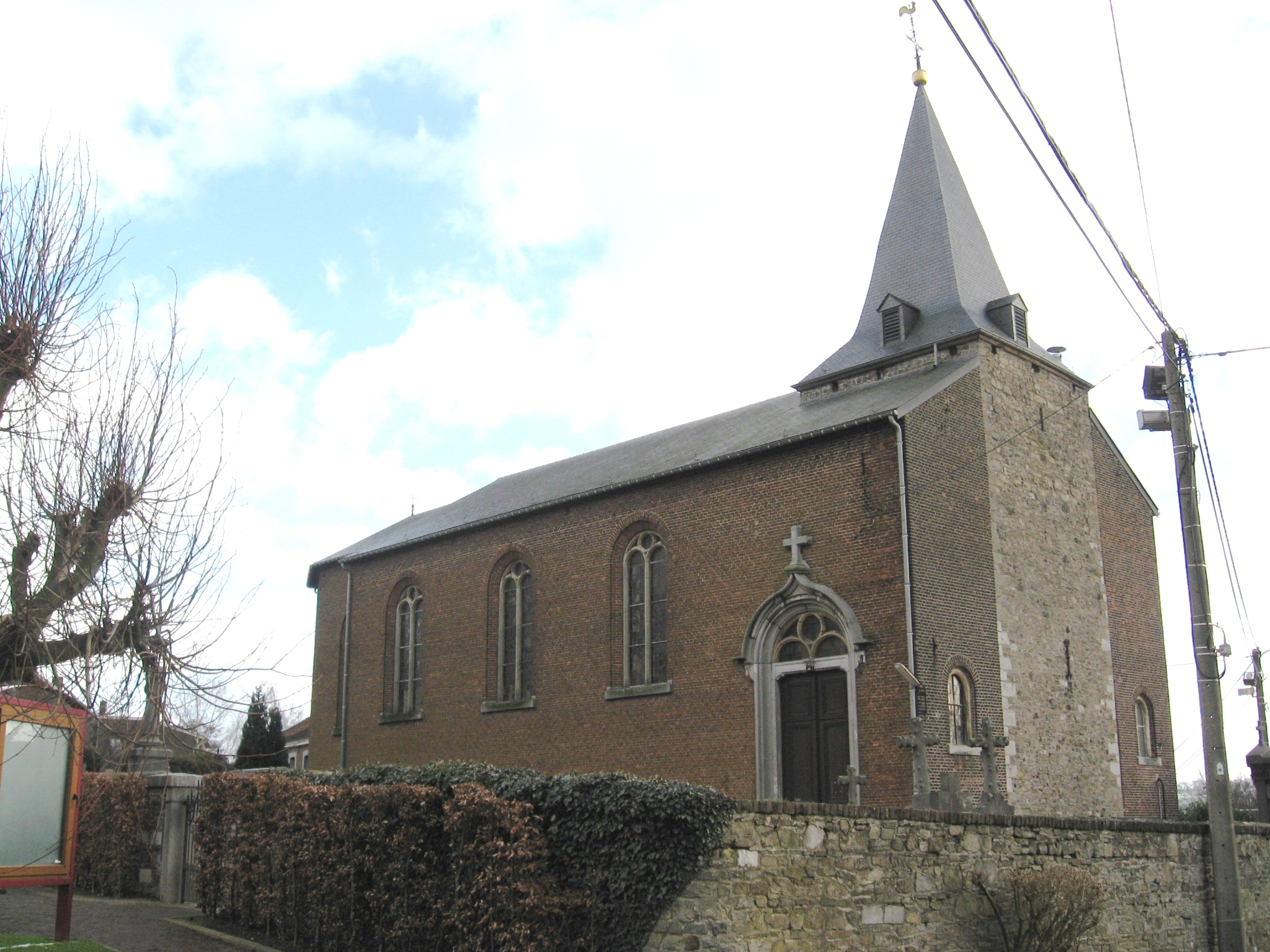
Sint-Andrieskerk

De Sint-Andrieskerk (Église Saint-André) is de parochiekerk van het tot de Belgische gemeente Dalhem behorende dorp Saint-André, gelegen aan de Chemin des Crêtes.
De parochie bestond al in de 9e eeuw of is mogelijk zelfs ouder.

## Gebouw
De kerk heeft een romaanse toren, welke werd ingebouwd in een driebeukig neogotisch schip van 1859, dat werd ontworpen door Charles Delsaux. De gedrongen vierkante toren is gebouwd in zandsteen- en kalksteenblokken en heeft een vierzijdige spits. Het schip is van baksteen, met kalkstenen vensters. Het koor heeft een veelhoekige koorafsluiting.

## Interieur
De eiken preekstoel is van omstreeks 1750; het hoofdaltaar in marmer en eikenhout, is ook van omstreeks 1750 en bevat een calvariebergscène; het noordelijke zijaltaar is van 1800. De houten lambrisering is van 1750; er is een 17e-eeuws hardstenen doopvont; heiligenbeelden in gepolychromeerd hout van Sint-Brigida van Ierland (1750); kruisbeeld (2e helft 18e eeuw); gebrandschilderde ramen door Fernand Crickx (1947)
Het orgel is vervaardigd door J. Mathias Molinghen (1862).
Het kerkhof bezit een aantal grafkruisen van de 16e eeuw en jonger.